# Zaitunia maracandica
Espèce
Synonymes
- Filistata maracandica Charitonov, 1946

Zaitunia maracandica est une espèce d'araignées aranéomorphes de la famille des Filistatidae.

## Distribution
Cette espèce se rencontre en Ouzbékistan et dans le Sud du Kazakhstan,.

## Description
Le mâle décrit par Zonstein et Marusik en  2016 mesure 3,27 mm et la femelle 4,33 mm.

## Publication originale
- Charitonov, 1946 : New forms of spiders of the USSR. Izvestija. Estestvenno-Nauchnogo Obshestva pri Molotovskom Universitete, vol. 12, p. 19-32.